# Église Marcel-Callo (Tremblay-en-France)
L'église Marcel-Callo est une église catholique située à Tremblay-en-France, en France. Elle est dédiée à la mémoire du bienheureux Marcel Callo, mort en déportation.
Sa première pierre provient du camp de Mauthausen.

## Localisation
L'église est située dans le département français de la Seine-Saint-Denis, sur la commune de Tremblay-en-France.